# Jamelle Hagins
Jamelle William Hagins (Roanoke, Virginia, 19 de octubre de 1990) es un jugador de baloncesto estadounidense  que milita en el Liege Basket de la BNXT League. Con 2,06 metros de altura, juega en la posición de ala-pívot.

## Trayectoria
Hagins jugó cuatro temporadas con los Delaware Fightin Blue Hens en la Colonial Athletic Association de la División I de la NCAA, desde 2009 hasta 2013.
Su primer año como profesional lo dividiría entre el elenco francés Chorale Roanne Basket (Pro A) y el equipo estadounidense Rio Grande Valley Vipers (D-League).
En 2014, Hagins juega en el VAP Kolossos Rodas, donde ha promediado 9.5 puntos, 6.1 rebotes y 1.1 tapones en 28 partidos de liga griega. 
En 2015 llega a Grecia para jugar en las filas del Aris BC.
En mayo de 2019, se compromete con la Asociación Atlética Quimsa de la Liga Nacional de Básquet, tras completar 18 encuentros en las filas del Afyonkarahisar Belediyespor en los que promedió 11.5 puntos y 3.8 rebotes por encuentro.
Durante la temporada 2019-20, comenzaría en las filas del Gaziantep BB y acabaría la temporada en el Muğla Ormanspor Basketbol Kulübü, ambos de la Türkiye Basketbol Ligi.
En mayo de 2020 con el que renovaría contrato con Muğla Ormanspor Basketbol Kulübü.
En junio de 2022 firma con los Guaiqueríes de Margarita de la SPB de Venezuela.
[actualizar]